# Асапов
Асапов (арм. Ասապով) или Аствацапов (арм. Աստվածապով) — армянский поэт XVII века.

## Биография
Жил в Исфахане (есть мнение, что происходил из Новой Джульфы). Биографические сведения очень скудны. Сохранилась переписанная им (совместно с переписчиком Тероном) в 1671—1672 годах рукопись, которая хранится сегодня в Тегеране. Предположительно к концу жизни ослеп. Писал поэмы в жанре таг, из которых до наших дней дошли только семь. В своих поэмах именует себя «омрачённый Асапов», «слепой Асапов», «безумный Аствацапов», «жалкий Аствацапов», и т. д. Пользовался традиционными стихотворными формами. Пять из семи поэм его авторства посвящены Деве Марии, в них поэт просит Богородицу о заступничестве и спасении.

## Издание сочинений и биографических очерков
- Акинян Н. Асапов, поэт XVII века (1670) = Ասապով, ժէ դարու (1670) տաղասաց մը // Андес Амсореа[англ.]. — Вена, 1931. — № 8—9.